# Placide Deseille
Pour les articles homonymes, voir Deseille.
L'archimandrite Placide, né René Jean Emile Deseille, le 16 avril 1926 à Issy-les-Moulineaux (Hauts-de-Seine) et mort le 7 janvier 2018 à Romans-sur-Isère (Drôme), est un moine et théologien orthodoxe français.
Il est connu comme fondateur des dépendances athonites (métochia) en France : le Monastère orthodoxe Saint-Antoine-le-Grand en 1978 à Saint-Laurent-en-Royans dans la Drôme, et le Monastère de la Protection de la Mère de Dieu (1985) qui devint plus connu par la suite sous le nom de Monastère de Solan dans le Gard.
Il est le fondateur de la collection « Spiritualité Orientale » de l'Abbaye Bellefontaine. Il est l'auteur de plusieurs ouvrages sur l'histoire du monachisme d'Orient et d'Occient et sur la spiritualité orthodoxe dont il est un spécialiste reconnu.

## Biographie
Né en 1926, Placide Deseille entre à l'âge de seize ans à l'abbaye cistercienne de Bellefontaine, le 24 septembre 1942. Sous le nom de Placide, il y prend l’habit le 14 février 1943. Tonsuré dans l’ordre cistercien de la Stricte Observance (appelé aussi trappiste), il nourrit très jeune un intérêt prononcé pour l’enseignement des Pères du désert. Il fait sa première profession le 18 février 1945 et sa profession solennelle le 5 juin 1949. Il est ordonné prêtre le 10 mars 1951. Il participe à de nombreux ouvrages sur la spiritualité monastique notamment au Dictionnaire de spiritualité édité par les éditions Beauchesne et crée dans la collection Sources chrétiennes publiée par les éditions du Cerf avec le soutien du CNRS une section sur la monachisme occidental.
À la recherche du christianisme des sept premiers conciles, il quitte l'abbaye de Bellefontaine et fonde en 1966 un monastère catholique de rite byzantin à Aubazine en Corrèze, le monastère de la Transfiguration.
Après avoir séjourné dans de nombreux monastères orthodoxes en Egypte, en Roumanie, en Grèce, à l’âge de quarante-cinq ans, il se rend pour la première fois au Mont Athos accompagné de pèlerins français. L’éventualité d’une conversion à l’orthodoxie se pose progressivement ; elle est effective le 19 juin 1977 lorsque lui-même et les moines qui l'accompagnent décident d’entrer au monastère de Simonos Petra du Mont Athos. Rentré en France avec les pères Elie (Ragot) et Séraphin (Pyotte), le père Placide fonde des métochia, dépendances monastiques athonites. Il consacre l'essentiel de son travail intellectuel à l'enseignement sur les Pères Grecs et sur la traduction des psaumes et des grands auteurs ascétiques et mystiques d'Orient : Saint Jean Climaque, Saint Macaire et Saint Isaac le Syrien.
Dans la dernière période de sa vie il réintègre dans ses ouvrages de spiritualité orthodoxe de nombreuses références sur la spiritualité monastique occidentale et sur les mystiques occidentaux dont il avait été l'un des spécialistes au début de sa vie monastique. Ce désir de synthèse apparaît dans les commentaires de sa traduction d'Isaac le Syrien, et dans la publication du Typicon du monastère Saint-Antoine. Il désirait à la fin de sa vie que les orthodoxes reconnaissent l'expérience des mystiques chrétiens d'Occident au-delà du premier millénaire. En 2015 il publie dans la collection Sources Chrétiennes au Cerf les lettres d'Adam de Perseigne dont il avait commencé la traduction du latin lorsqu'il était encore moine de Bellefontaine,. En 2016 il accepte de rédiger la préface de la publication de discours de Mme Guyon sur la vie intérieure.

## Œuvres
- Les saints moines d’Orient, IVe siècle (coll. « Les écrits des saints »), éd. du Soleil levant, Namur 1959.
- L’Évangile au désert, Les éd. du Cerf, Paris 1965 ; 2e éd., O.E.I.L. / YMCA-PRESS, Paris 1985 ; 3e éd. Les Ed. du Cerf, Paris 1999. Trad. en italien, éd. Qiqajon, Comunità di Bose 2000. Trad. grecque : éd. Tinos, Athènes s.d.
- L’Échelle de Jacob et la vision de Dieu. Spiritualité monastique. Aubazine 1974.
- La Fournaise de Babylone. Guide spirituel. éd. Présence, Paris-Sisteron 1974 ; 2e éd. Monastère Saint-Antoine-le-Grand s.d. Trad. italienne : Fuoco ardente. Guida spirituale, Comunità di Bose, 1998.
- Principes de spiritualité monastique (coll. « Vie Monastique », n° 1), Abbaye de Bellefontaine 1974.
- Regards sur la tradition monastique (coll. « Vie Monastique », n° 3), Abbaye de Bellefontaine 1974.
- (el) Hè Poreia mou pros tèn Ortodoxia, trad. Symeon Koutsa, éd. Akritas, Athènes 1986.
- Nous avons vu la vraie Lumière. La vie monastique, son esprit et ses textes fondamentaux (coll. « Sophia »), éd. de l’Age d’Homme, Lausanne 1990.
- L’esprit du monachisme pachômien (coll. « Spiritualité Orientale », n° 2), Abbaye de Bellefontaine 1968. Trad. italienne, en collab. avec Enzo Bianchi, Pacomio e la vita comunitaria, Comunità di Bose 1990. Trad. grecque : éd. Tinos, Athènes 1992.
- (es) Filocàlia, Introductions de Placide Deseille, traductions de Miquel Ambros et ses collaborateurs. (coll. Classics del Cristianisme), Facultat de Teologia de Catalunya, éd. Proa, Barcelone 1994.
- (ro) Nostalgia Ortodoxiei, trad. Dora Mezdrea, éd. Anastasia, Bucarest 1995.
- La Spiritualité orthodoxe et la Philocalie (coll. « L’Aventure intérieure »), Bayard Editions, Paris 1997 ; 2e éd., coll. « Spiritualités vivantes » n° 197, Albin-Michel, Paris 2003. Trad. en russe, Moscou 2006 ; en grec, éd. Akritas, Athènes 1999.
- Certitude de l’Invisible. Éléments de doctrine chrétienne, Presses Saint Serge-Institut de Théologie Orthodoxe, Paris 2002.
- Corps, Âme, Esprit, par un orthodoxe, éd. Le Mercure Dauphinois, Grenoble 2004.
- Règle de vie. Typicon du Monastère Saint-Antoine-le-Grand, Monastère Saint-Antoine-le-Grand 2006.
- Propos d'un moine orthodoxe. Entretiens avec Jean-Claude Noyé, Paris, Lethilleux, 2010.
- Le monachisme orthodoxe. Les principes et la pratique, Paris, Cerf, 2013
- Les oeuvres spirituelles de Madame Guyon, préface de l'ouvrage de Jeanne Guyon, Discours sur la vie intérieure, édition de Pierre Poiret, établie et présentée par Dominique et Murielle Tronc, Centre Jean de la Croix, coll "Sources mystiques", 2016.
- De l'Orient à l'Occident. Orthodoxie et Catholicisme, Genève, éd. des Syrtes, 2017.

### Traductions
- Petit Horologion, Livre de prière des Heures, Monastère Saint-Antoine-le-Grand et Monastère de Solan, 2011 (2e édition revue et augmentée).
- Guerric d’Igny, Sermons I et II (coll. « Sources Chrétiennes », n° 166 et 202), Ed. du Cerf, Paris 1970 et 1973.
- Les Psaumes, prières de l’Église. Le Psautier des Septante, YMCA Press, Paris 1979 ; 2e éd., Ed. Tinos, Athènes s.d. ; réimpr. Monastère Saint-Antoine-le-Grand 1999.
- S. Jean Climaque, L’Échelle sainte (coll. « Spiritualité Orientale », n° 24, Abbaye de Bellefontaine 1979 ; 2e éd. sous presse, ibid. 2007.
- Les Homélies spirituelles de saint Macaire d’Égypte. Le Saint-Esprit et le chrétien (coll. « Spiritualité Orientale », n° 40), Abbaye de Bellefontaine 1984.
- Tito Colliander, Le Chemin des Ascètes. Initiation à la vie spirituelle (coll. « Spiritualté Orientale », n° 12), Abbaye de Bellefontaine 1973 ; 2e éd. Monastère Saint-Antoine-le-Grand s.d.
- Les divines Liturgies de saint Jean Chrysostome, de saint Basile le Grand et des Présanctifiés, Monastère Saint-Antoine-le-Grand s. d.
- Recueil d’Acathistes, Monastère Saint-Antoine-le-Grand s. d.
- S. Isaac le Syrien, Discours ascétiques selon la version grecque, Monastère Saint-Antoine-le-Grand et Monastère de Solan, 2006
- Adam de Perseigne, Les Lettres, volumes II et III, Editions du Cerf, Collection Sources Chrétiennes. SC 571 et 572.